# Saison 2012 de l'équipe cycliste RadioShack-Nissan
La saison 2012 de l'équipe cycliste RadioShack-Nissan est la deuxième de cette équipe.

## Préparation de la saison 2012

### Arrivées et départs
| Arrivées           | Équipe 2011         |
| ------------------ | ------------------- |
| Jan Bakelants      | Omega Pharma-Lotto  |
| George Bennett     | Trek Livestrong U23 |
| Matthew Busche     | RadioShack          |
| Tony Gallopin      | Cofidis             |
| Ben Hermans        | RadioShack          |
| Laurent Didier     | Saxo Bank-Sungard   |
| Christopher Horner | RadioShack          |
| Markel Irizar      | RadioShack          |
| Benjamin King      | RadioShack          |
| Andreas Klöden     | RadioShack          |
| Tiago Machado      | RadioShack          |
| Nélson Oliveira    | RadioShack          |
| Yaroslav Popovych  | RadioShack          |
| Grégory Rast       | RadioShack          |
| Hayden Roulston    | HTC-Highroad        |
| Jesse Sergent      | RadioShack          |
| Haimar Zubeldia    | RadioShack          |

| Départs          | Équipe 2012              |
| ---------------- | ------------------------ |
| William Clarke   | Champion System          |
| Stefan Denifl    | Vacansoleil-DCM          |
| Brice Feillu     | Saur-Sojasun             |
| Dominic Klemme   | Project 1t4i             |
| Anders Lund      | Saxo Bank                |
| Martin Mortensen | Vacansoleil-DCM          |
| Stuart O'Grady   | GreenEDGE                |
| Martin Pedersen  | Christina Watches-Onfone |
| Bruno Pires      | Saxo Bank                |
| Tom Stamsnijder  | Project 1t4i             |
| Davide Viganò    | Lampre-ISD               |
| Fabian Wegmann   | Garmin-Barracuda         |

## Déroulement de la saison
Pour la première course World Tour de la saison, RadioShack y envoie Daniele Bennati pour les sprints et Tiago Machado, notamment, pour le classement général. Daniele Bennati va d'ailleurs réussir à se classer plusieurs fois lors des sprints massifs mais sans réussir à aller chercher une victoire. Tiago Machado va se classer 3e lors de la 5e étape à 2 secondes du vainqueur, Alejandro Valverde. Grâce à ce résultat, Tiago Machado prend la troisième place au classement général qu'il conservera jusqu'à la fin de l'épreuve.
Au mois de février, l'équipe se rend au Moyen-Orient pour le Tour du Qatar et le Tour d'Oman. Sur le Tour du Qatar, lors de la quatrième étape, Fabian Cancellara provoque l'explosion du peloton et termine ainsi 3e de celle-ci. Au classement général, le Suisse termine au 7e rang. Lors du Tour d'Oman, c'est le jeune Français de l'équipe, Tony Gallopin, qui donne le rythme. Souvent classé dans le top 10, Tony Gallopin n'ira pas chercher de victoire mais sort d'Oman avec une 3e place au classement général et le maillot de meilleur jeune sur les épaules. De retour en Europe, RadioShack s'aligne sur le Tour de l'Algarve. Sur les pentes de l'Alto de Malhão, Tiago Machado va prendre la deuxième place à 8 secondes de Richie Porte, le vainqueur du jour. Lors de la dernière étape, c'est un contre-la-montre d'environ 26 kilomètres qui attend les coureurs. Tiago Machado est alors deuxième au classement général mais à l'issue de cette dernière étape il est rétrogradé au 7e rang alors qu'un des spécialistes du contre-la-montre de l'équipe, Jesse Sergent, prend la 4e place de l'étape à 14 secondes de Bradley Wiggins. Une autre partie de l'équipe est envoyée en Espagne sur le Tour d'Andalousie. L'étape d'ouverture est un prologue de 6 kilomètres remporté par Patrick Gretsch devant Markel Irizar, le tenant du titre. Lors de l'étape-reine de ce Tour d'Andalousie, Fränk Schleck se classe 4e à 10 secondes d'Alejandro Valverde. RadioShack place trois coureurs dans le top 10 à savoir : Fränk Schleck, Haimar Zubeldia et Maxime Monfort respectivement 7e, 8e et 9e du classement général. Des résultats qui leur permettent de remporter le classement par équipe.
Lors des Strade Bianche, Fabian Cancellara ira chercher le premier succès de l'équipe avec brio en s'imposant devant Maxim Iglinskiy, futur vainqueur de Liège-Bastogne-Liège. Vient ensuite Paris-Nice où RadioShack aligne notamment Andreas Klöden, Andy et Fränk Schleck. Après quelques jours de course, l'équipe RadioShack et une partie du peloton sont décimées par la gastro-entérite. Andy Schleck abandonne, s'ensuivent Jan Bakelants et Joost Posthuma. Malgré cela, Jens Voigt passe très proche d'une victoire. Alors qu'il arrive accompagné de Luis León Sánchez, l'Espagnol le règle au sprint lors de la 6e étape. Maxime Monfort quant à lui, termine à la 7e place du classement général. Parallèlement se déroule Tirreno-Adriatico. Christopher Horner prend le maillot de leader lors de la 4e étape remportée par Peter Sagan. Le lendemain sur l'étape-reine, le coureur américain ira chercher la 3e place de l'étape derrière Vincenzo Nibali et Roman Kreuziger. Christopher Horner conserve son maillot de leader jusqu'à la dernière étape : un contre-la-montre de 9,3 kilomètres. Étape remportée par Fabian Cancellara qui offre d'ailleurs, la première victoire en World Tour pour l'équipe luxembourgeoise alors que Daniele Bennati termine 2e. Mais le duel entre Vincenzo Nibali et Christopher Horner est lancé. Finalement, l'Italien en sortira vainqueur et Christopher Horner termine ce Tirreno-Adriatico à la 2e place au classement général. Vient ensuite l'une des classiques les plus attendues : Milan-San Remo. Au sommet de la dernière difficulté du jour, le Poggio, c'est un groupe de trois coureurs qui passent en tête avec Vincenzo Nibali, Simon Gerrans et Fabian Cancellara. Le coureur suisse assure le travail jusqu'à l'arrivée mais dans les derniers mètres il se fait déborder par le champion d'Australie, Simon Gerrans. Fabian Cancellara termine deuxième, comme en 2011, de Milan-San Remo. Deux jours plus tard, l'équipe est présente sur le Tour de Catalogne. Malgré la présence de grands noms tels qu'Andy Schleck ou encore Jakob Fuglsang, l'équipe RadioShack sortira bredouille de cette épreuve espagnole. Lors du Critérium international, RadioShack aligne le tenant du titre Fränk Schleck avec à ses côtés Maxime Monfort, entre autres. Lors de la 2e étape, un court contre-la-montre, Maxime Monfort  termine à la 5e place et se classe 4e du classement général provisoire. Finalement, le Belge Maxime Monfort a terminé à la 6e place au classement général. Le jour même, Daniele Bennati terminait 6e d'un Gand-Wevelgem remporté par Tom Boonen, au sprint.
Le 12 octobre 2012, l'équipe annonce le départ de son manager Johan Bruyneel à la suite de l'affaire de dopage dénoncé par l'USADA à l'encontre de Lance Armstrong.

## Coureurs et encadrement technique

### Effectif
| Effectif 2012            | Effectif 2012     | Effectif 2012    | Effectif 2012                      |
| Cycliste                 | Date de naissance | Pays             | Équipe précédente                  |
| ------------------------ | ----------------- | ---------------- | ---------------------------------- |
| Jan Bakelants            | 14 février 1986   | Belgique         | Omega Pharma-Lotto (2011)          |
| Daniele Bennati          | 24 septembre 1980 | Italie           | Liquigas-Doimo (2010)              |
| George Bennett           | 7 avril 1990      | Nouvelle-Zélande | Trek Livestrong U23 (2011)         |
| Matthew Busche           | 9 mai 1985        | États-Unis       | Team RadioShack (2011)             |
| Fabian Cancellara        | 18 mars 1981      | Suisse           | Saxo Bank (2010)                   |
| Laurent Didier           | 19 juillet 1984   | Luxembourg       | Saxo Bank-Sungard (2011)           |
| Jakob Fuglsang           | 22 mars 1985      | Danemark         | Saxo Bank (2010)                   |
| Tony Gallopin            | 24 mai 1988       | France           | Cofidis, le Crédit en Ligne (2011) |
| Linus Gerdemann          | 16 septembre 1982 | Allemagne        | Team Milram (2010)                 |
| Ben Hermans              | 8 juin 1986       | Belgique         | Team RadioShack (2011)             |
| Christopher Horner       | 23 octobre 1971   | États-Unis       | Team RadioShack (2011)             |
| Markel Irizar            | 5 février 1980    | Espagne          | Team RadioShack (2011)             |
| Benjamin King            | 22 mars 1989      | États-Unis       | Team RadioShack (2011)             |
| Andreas Klöden           | 22 juin 1975      | Allemagne        | Team RadioShack (2011)             |
| Tiago Machado            | 18 octobre 1985   | Portugal         | Team RadioShack (2011)             |
| Maxime Monfort           | 14 janvier 1983   | Belgique         | HTC-Columbia (2010)                |
| Giacomo Nizzolo          | 30 janvier 1989   | Italie           | Trevigiani Dynamon Bottoli (2010)  |
| Nélson Oliveira          | 6 mars 1989       | Portugal         | Team RadioShack (2011)             |
| Yaroslav Popovych        | 4 janvier 1980    | Ukraine          | Team RadioShack (2011)             |
| Joost Posthuma           | 8 mars 1981       | Pays-Bas         | Rabobank (2010)                    |
| Grégory Rast             | 17 janvier 1980   | Suisse           | Team RadioShack (2011)             |
| Thomas Rohregger         | 23 décembre 1982  | Autriche         | Team Milram (2010)                 |
| Hayden Roulston          | 10 janvier 1981   | Nouvelle-Zélande | HTC-Highroad (2011)                |
| Andy Schleck             | 10 juin 1985      | Luxembourg       | Saxo Bank (2010)                   |
| Fränk Schleck            | 15 avril 1980     | Luxembourg       | Saxo Bank (2010)                   |
| Jesse Sergent            | 8 juillet 1988    | Nouvelle-Zélande | Trek Livestrong U23 (2010)         |
| Jens Voigt               | 17 septembre 1971 | Allemagne        | Saxo Bank (2010)                   |
| Robert Wagner            | 17 avril 1983     | Allemagne        | Skil-Shimano (2010)                |
| Oliver Zaugg             | 9 mai 1981        | Suisse           | Liquigas-Doimo (2010)              |
| Haimar Zubeldia          | 1 avril 1977      | Espagne          | Team RadioShack (2011)             |
|                          |                   |                  |                                    |
| Source : ProCyclingStats |                   |                  |                                    |

## Bilan de la saison

### Victoires
| Victoires | Victoires                                       | Victoires  | Victoires | Victoires         | Victoires |
| Date      | Course                                          | Pays       | Classe    | Vainqueur         |           |
| --------- | ----------------------------------------------- | ---------- | --------- | ----------------- | --------- |
| 3 mars    | Strade Bianche                                  | Italie     | 1.1       | Fabian Cancellara |           |
| 13 mars   | 7e étape, Tirreno-Adriatico                     | Italie     | 2.UWT     | Fabian Cancellara |           |
| 3 juin    | Classement général, Tour de Luxembourg          | Luxembourg | 2.HC      | Jakob Fuglsang    |           |
| 20 juin   | Championnat de Suisse du contre-la-montre       | Suisse     | CN        | Fabian Cancellara |           |
| 21 juin   | Championnat du Danemark du contre-la-montre     | Danemark   | CN        | Jakob Fuglsang    |           |
| 24 juin   | Championnat du Luxembourg de cyclisme sur route | Luxembourg | CN        | Laurent Didier    |           |
| 30 juin   | Prologue du Tour de France                      | Belgique   | 2.UWT     | Fabian Cancellara |           |
| 4 juill.  | 4e étape du Tour d'Autriche                     | Autriche   | 2.HC      | Jakob Fuglsang    |           |
| 8 juill.  | Classement général, Tour d'Autriche             | Autriche   | 2.HC      | Jakob Fuglsang    |           |
| 23 juill. | 3e étape du Tour de Wallonie                    | Belgique   | 2.HC      | Giacomo Nizzolo   |           |
| 25 juill. | Classement général, Tour de Wallonie            | Belgique   | 2.HC      | Giacomo Nizzolo   |           |
| 10 août   | 5e étape, Benelux Tour                          | Pays-Bas   | 2.UWT     | Giacomo Nizzolo   |           |
| 23 août   | 4e étape, USA Pro Challenge                     | États-Unis | 2.HC      | Jens Voigt        |           |
| 23 août   | 3e étape du Tour du Poitou-Charentes            | France     | 2.1       | Giacomo Nizzolo   |           |
| 6 sept.   | 18e étape du Tour d'Espagne                     | Espagne    | 2.UWT     | Daniele Bennati   |           |

### Résultats sur les courses majeures
Les tableaux suivants représentent les résultats de l'équipe dans les principales courses du calendrier international (les cinq classiques majeures et les trois grands tours). Pour chaque épreuve est indiqué le meilleur coureur de l'équipe, son classement ainsi que les accessits glanés par RadioShack-Nissan sur les courses de trois semaines.

#### Classiques
| Classique            | Milan-San Remo         | Tour des Flandres  | Paris-Roubaix      | Liège-Bastogne-Liège | Tour de Lombardie |
| -------------------- | ---------------------- | ------------------ | ------------------ | -------------------- | ----------------- |
| Coureur (classement) | Fabian Cancellara (2e) | Grégory Rast (11e) | Grégory Rast (13e) | Fränk Schleck (23e)  | Oliver Zaugg (8e) |

#### Grands tours
| Grand tour           | Tour d'Italie          | Tour de France                                                   | Tour d'Espagne                       |
| -------------------- | ---------------------- | ---------------------------------------------------------------- | ------------------------------------ |
| Coureur (classement) | Thomas Rohregger (31e) | Haimar Zubeldia (6e)                                             | Maxime Monfort (16e)                 |
| Accessits            | -                      | 1 victoire d'étape (Fabian Cancellara) et classement par équipes | 1 victoire d'étape (Daniele Bennati) |

### Classement UCI
L'équipe RadioShack-Nissan termine à la douzième place du World Tour avec 619 points. Ce total est obtenu par l'addition des 90 points amenés par la 8e place du championnat du monde du contre-la-montre par équipes et des points des cinq meilleurs coureurs de l'équipe au classement individuel que sont Fabian Cancellara, 37e avec 134 points, Christopher Horner, 43e avec 120 points, Haimar Zubeldia, 56e avec 94 points, Tiago Machado, 57e avec 92 points, et Fränk Schleck, 58e avec 89 points,.
| Rang | Coureur            | Points |
| ---- | ------------------ | ------ |
| 37   | Fabian Cancellara  | 134    |
| 43   | Christopher Horner | 120    |
| 56   | Haimar Zubeldia    | 94     |
| 57   | Tiago Machado      | 92     |
| 58   | Fränk Schleck      | 89     |
| 65   | Giacomo Nizzolo    | 80     |
| 69   | Daniele Bennati    | 74     |
| 77   | Maxime Monfort     | 54     |
| 81   | Linus Gerdemann    | 51     |
| 85   | Jan Bakelants      | 46     |
| 94   | Andreas Klöden     | 40     |
| 127  | Oliver Zaugg       | 20     |
| 149  | Tony Gallopin      | 11     |
| 159  | Jens Voigt         | 10     |
| 199  | Jesse Sergent      | 4      |
| 235  | Thomas Rohregger   | 1      |